# Diocesi di Nepte
La diocesi di Nepte (in latino Dioecesis Neptensis) è una sede soppressa e sede titolare della Chiesa cattolica.

## Storia
Nepte, identificabile con Nefta nell'odierna Tunisia, è un'antica sede episcopale della provincia romana di Bizacena.
Sono due i vescovi attribuiti a Nepte. Alla conferenza di Cartagine del 411, che vide riuniti assieme i vescovi cattolici e donatisti dell'Africa romana, fu presente il donatista Quodvultdeus; la sede in quell'occasione non aveva un vescovo cattolico. In alcuni manoscritti, invece di Neptitanus si trova Nebbitanus, cosa che induce Toulotte e Mesnage ad attribuire questo vescovo alla diocesi di Nebbi.
Il vescovo san Lieto subì il martirio durante la persecuzione del re vandalo Unerico, «arso sul rogo» come ricorda il Martirologio Romano alla data del 6 settembre. Il nome di Lieto figura al 14º posto nella lista dei vescovi della Bizacena convocati a Cartagine dal re vandalo Unerico nel 484; Lieto tuttavia non poté presentarsi, perché fu incarcerato e nel mese di settembre di quell'anno morì bruciato vivo.
Dal 1933 Nepte è annoverata tra le sedi vescovili titolari della Chiesa cattolica; dal 16 ottobre 2023 il vescovo titolare è Francisco Javier Martínez Castillo, vescovo ausiliare di Puebla de los Ángeles.

## Cronotassi

### Vescovi residenti
- Quodvultdeus ? † (menzionato nel 411) (vescovo donatista)

- San Lieto † (? - settembre 484 deceduto)

### Vescovi titolari
- Thomas Hughes, S.M.A. † (12 gennaio 1943 - 18 aprile 1950 nominato vescovo di Ondo)
- Alois Haene, S.M.B. † (25 giugno 1950 - 1º gennaio 1955 nominato vescovo di Gwelo)
- Edmund Joseph Reilly † (15 marzo 1955 - 3 novembre 1958 deceduto)
- Custódio Alvim Pereira † (20 dicembre 1958 - 3 agosto 1962 nominato arcivescovo di Lourenço Marques)
- Igino Eugenio Cardinale † (4 ottobre 1963 - 24 marzo 1983 deceduto)
- Camillo Ruini (16 maggio 1983 - 28 giugno 1991 nominato cardinale presbitero di Sant'Agnese fuori le mura)
- Michael Louis Fitzgerald, M.Afr. (16 dicembre 1991 - 5 ottobre 2019 nominato cardinale diacono di Santa Maria in Portico Campitelli)
- Ignacio Damián Medina (26 novembre 2019 - 11 agosto 2023 nominato vescovo di Río Gallegos)
- Francisco Javier Martínez Castillo, dal 16 ottobre 2023